# Protaetia sauteri
Protaetia sauteri är en skalbaggsart som beskrevs av Moser 1915. Protaetia sauteri ingår i släktet Protaetia och familjen Cetoniidae. Inga underarter finns listade i Catalogue of Life.